# Герб Броварів
Герб Броварі́в — офіційний символ міста Бровари, районного центру Київської області. Затверджений 26 січня 2006 р. рішенням сесії міської ради.

## Опис
Герб подано у чотирикутному щиті із заокругленою нижньою частиною, який накладено на декоративний бронзовий картуш, що увінчаний срібною мурованою короною з трьома вежами. На синьому тлі зображено золоті вежі з куполами церкви на честь Святих Петра і Павла — покровителів і духовних вартових міста Бровари.
Водоносна артерія і фонтан на гербі срібного кольору (на папері — білого) символізують мінерально-цілющі підземні води в надрах міста, та їх вододіли, а також розвилку доріг у місті, які проходять на Північ і на Схід Київщини.
Нижня частина герба зображена у зеленому кольорі, що символізує ліси, які оточують місто Бровари.

## Попередній герб

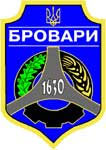

Герб має форму щита. Колір щита — синій, обрамлення щита золотого кольору. У верхній частині щита розміщено напис «Бровари», а над ним — зображення малого Державного Герба України. Посередині щита зображено розвилку трьох доріг (світло-сірого кольору) як символ історичного центру міста. Розвилка поділяє щит на три сектори. В центрі розвилки цифрами білого кольору зазначено рік заснування міста — 1630. Зображення розвилки накладено на коло, утворене фрагментам із колосся пшениці, дубового листя та шестерні. В правому секторі розташовано фрагмент вінка із колосся пшениці жовтого кольору, як символ достатку, в лівому — фрагмент вінка із дубового листя зеленого кольору, як символ стійкості, в нижньому — фрагмент шестерні чорного кольору, як символ промислового розвитку міста. Між окремими фігурами та синім фоном щита проходить тонка жовта смужка, яка розділяє їх.